# Конгресс Парагвая
Конгресс (исп. Congreso) — законодательный орган (парламент) Парагвая. Состоит из 45 членов сената и 80 членов палаты депутатов. Обе палаты Конгресса избираются одновременно с президентом с помощью системы пропорционального представительства. Депутаты избираются по 17 департаментам коллегией выборщиков, а сенаторы — на общенациональной основе.
Возраст сенаторов должен быть больше 35 лет, а депутатов — более 25 лет на день выборов. Последние выборы в Конгресс Парагвая состоялись 20 апреля 2008 года. Он собирается ежегодно на очередную сессию с 1 июля по 30 июня следующего года. Конгресс располагается в столице Парагвая — городе Асунсьон.

## Состав
Современный парламент состоит из двух палат:
- Верхняя палата — Сенат Парагвая
- Нижняя палата — Палата депутатов Парагвая.

Результаты выборов в Конгресс Парагвая 20 апреля 2008 
| Национально-республиканская ассоциация / Партия Колорадо                 | 29 | 15 |
| Authentic Radical Liberal Party (Partido Liberal Radical Auténtico)      | 26 | 14 |
| National Union of Ethical Citizens (Unión Nacional de Ciudadanos Éticos) | 16 | 9  |
| Beloved Fatherland Movement (Movimiento Patria Querida)                  | 3  | 4  |
| Patriotic Alliance for Change (Alianza Patriótica para el Cambio)        | 2  | —  |
| Popular Movement Tekojoja (Movimiento Popular Tekojoja)                  | 1  | 1  |
| Democratic Progressive Party (Partido Democrático Progresista)           | 1  | 1  |
| Departmental Alliance Boquerón (Alianza Departamental Boquerón)          | 1  | —  |
| Party for a Country of Solidarity (Partido País Solidario)               | —  | 1  |
| Другие                                                                   | 1  | —  |
| Всего (%)                                                                | 80 | 45 |
| Источник: ABC.com.py, ABC.com.py                                         |    |    |